# Затон (Полтавская область)
Затон (укр. Затон) — село, Великобагачанский поселковый совет, Великобагачанский район, Полтавская область, Украина.
Код КОАТУУ — 5320255106. Население по переписи 2001 года составляло 167 человек.

## Географическое положение
Село Затон находится на левом берегу реки Псёл, выше по течению на расстоянии в 1,5 км расположено село Малая Решетиловка, ниже по течению на расстоянии в 3 км расположено село Байрак, на противоположном берегу — село Гарнокут. К селу примыкает большое озеро Затон. Село окружено большим сосновым массивом.

## Экономика
- Молочно-товарная ферма.

## Объекты социальной сферы
- Детский сад.
- Школа.
- Клуб.
- Дом культуры.
- Фельдшерско-акушерский пункт.
- Больница.
- Спортивная площадка.
- Стадион.

## Достопримечательности
- Братская могила советских воинов.